# Holland–Dozier–Holland

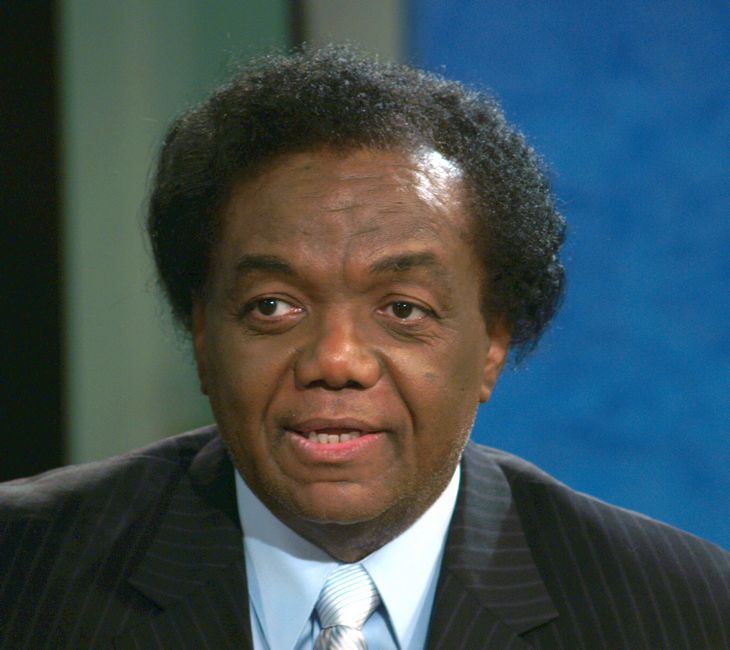
Lamont Dozier

Holland–Dozier–Holland je skladatelský a producentský tým, který tvoří Lamont Dozier a bratři Brian a Eddie Hollandovi. Tato trojice napsala, udělala aranžmá a produkovala mnoho skladeb, které utvářely Motown sound šedesátých let. Během jejich kariéry u Motown Records v letech 1962–1967 Dozier a Brian Holland skládali hudbu a produkovali, zatímco Eddie Holland psal texty a dělal aranže vokálů. Když opustili Motown, pokračovali dále jako producentský a skladatelský tým přibližně až do roku 1974. Kvůli právnímu sporu s Motownem nepsali v letech 1969–1972 pod vlastními jmény, ale používali pseudonym „Edythe Wayne“. V roce 1988 byli uvedeni do Songwriters Hall of Fame a roce 1990 do Rock and Roll Hall of Fame.

## Diskografie

### Produkce
| Rok  | Název skladby                                                                               | Původní umělci                                    | Umělci, kteří vytvořili coververzi |
| ---- | ------------------------------------------------------------------------------------------- | ------------------------------------------------- | --- |
| 1962 | "Dearest One"                                                                               | Lamont Dozier                                     | |
| 1962 | „Old Love (Let's Try It Again)“                                                             | Mary Wells                                        | Martha and the Vandellas, Four Tops |
| 1962 | „Darling, I Hum Our Song“                                                                   | Eddie Holland                                     | Martha and the Vandellas, Four Tops |
| 1963 | „Leaving Here“                                                                              | Eddie Holland                                     | Motörhead, Lars Frederiksen and the Bastards, Pearl Jam, The Birds, The Who, Brownsville Station, The Messengers, The Rationals, and The Volts  |
| 1963 | „Locking Up My Heart“                                                                       | The Marvelettes                                   | |
| 1963 | „What Goes Up Must Come Down“ / „Come on Home“                                              | Holland & Dozier                                  | |
| 1963 | „Tie a String Around Your Finger“                                                           | The Marvelettes                                   | |
| 1963 | „Come and Get These Memories“ / „Jealous Lover“                                             | Martha and the Vandellas                          | Hattie Littles, Anna King, The Supremes |
| 1963 | „You Lost the Sweetest Boy“                                                                 | Mary Wells                                        | Dusty Springfield |
| 1963 | „Heat Wave“ / „A Love Like Yours (Don't Come Knocking Everyday)“                            | Martha and the Vandellas                          | The Who, Linda Ronstadt a The Jam / Dusty Springfield, Juice Newton, Ike & Tina Turner a The Animals, Phil Collins, Joan Osborne                |
| 1963 | „(He Won't Be True) Little Girl Blue“                                                       | The Marvelettes                                   | |
| 1963 | „Mickey's Monkey“                                                                           | The Miracles                                      | Martha and the Vandellas, The Hollies, The Young Rascals, John Mellencamp                                                                       |
| 1963 | „Too Hurt to Cry, Too Much in Love to Say Goodbye“ / „Come on Home“                         | Gladys Horton & The Andantes (jako The Darnells.) | The Supremes |
| 1963 | „When the Lovelight Starts Shining Through His Eyes“ / „Standing at the Crossroads of Love“ | The Supremes                                      | Dusty Springfield a The Zombies, Bonnie Pointer                                                                                                 |
| 1963 | „I Gotta Dance to Keep From Crying“                                                         | The Miracles                                      | The High Numbers |
| 1963 | „Quicksand“ / „Darling I Hum Our Song“                                                      | Martha and the Vandellas                          | |
| 1963 | „Live Wire“ / „Old Love (Let's Try It Again)“                                               | Martha and the Vandellas                          | |
| 1963 | „Run, Run, Run“ / „I'm Giving You Your Freedom“                                             | The Supremes                                      | |
| 1963 | „Can I Get a Witness“                                                                       | Marvin Gaye                                       | Dusty Springfield, The Rolling Stones, Sam Brown, Steampacket, Lee Michaels, The Temptations, The Supremes, Z. Z. Hill                          |
| 1964 | „A Tear from a Woman's Eyes“ (nebyla vydána jako singl)                                     | The Temptations                                   | |
| 1964 | „My Lady Bug Stay Away from That Beatle“ (nikdy nevydaná)                                   | R. Dean Taylor                                    | |
| 1964 | „Like a Nightmare“ / „If You Were Mine“                                                     | The Andantes                                      | |
| 1964 | „In My Lonely Room“                                                                         | Martha and the Vandellas                          | The Supremes, The Action |
| 1964 | „Just Ain't Enough Love“                                                                    | Eddie Holland                                     | The Isley Brothers |
| 1964 | „Where Did Our Love Go“                                                                     | The Supremes                                      | Adam Ant, Soft Cell, Pussycat Dolls, Three Ounces of Love, The J. Geils Band, Donnie Elbert, The Manhattan Transfer                             |
| 1964 | „Baby Don't You Do It“                                                                      | Marvin Gaye                                       | Small Faces, The Who, The Black Crowes, The Band, The Poets                                                                                     |
| 1964 | „Guarantee (For a Lifetime)“ (nikdy nevydaná)                                               | Mary Wells                                        | |
| 1964 | „Baby I Need Your Loving“ / „Call on Me“                                                    | Four Tops                                         | Johnny Rivers, Eric Carmen, The Supremes, Marvin Gaye & Tammi Terrell a Joe Stubbs / Shorty Long                                                |
| 1964 | „Candy to Me“ / „If You Don't Want My Love“                                                 | Eddie Holland                                     | / Martha and the Vandellas, Four Tops |
| 1964 | „Whisper You Love Me Boy“ (nikdy nevydaná)                                                  | Mary Wells                                        | The Supremes, Chris Clark |
| 1964 | „Baby Love“ / „Ask Any Girl“                                                                | The Supremes                                      | Royal Philharmonic Orchestra / Tony Martin |
| 1964 | „Come See About Me“ / „(You're Gone But) Always in My Heart“                                | The Supremes                                      | The Afghan Whigs, Barbara Mason, Jr. Walker & the All Stars, Choker Campbell a Pat Lewis, Bonnie Pointer, Yo La Tengo, Mark Farner & Don Brewer |
| 1964 | „Without the One You Love (Life's Not Worth While)“ / „Love has Gone“                       | Four Tops                                         | The Supremes & Four Tops |
| 1964 | "You're a Wonderful One"                                                                    | Marvin Gaye                                       | Don Bryant, Art Garfunkel |
| 1964 | „How Sweet It Is (To Be Loved by You)“                                                      | Marvin Gaye                                       | Jr. Walker & the All-Stars, The Elgins, James Taylor, Grateful Dead, Joan Osborne, Liz Lands, Ruby Turner, Michael Bublé                        |
| 1965 | „Where Did You Go“                                                                          | Four Tops                                         | |
| 1965 | „Stop! In the Name of Love“ / „I'm in Love Again“                                           | The Supremes                                      | The Hollies, Talas, Kim Weston, Gloria Gaynor, Jonell Mosser                                                                                    |
| 1965 | „You've Been a Long Time Coming“                                                            | Marvin Gaye                                       | |
| 1965 | „Who Could Ever Doubt My Love“ (nevydaná jako singl; pouze jako součást alba)               | Brenda Holloway                                   | The Supremes, The Isley Brothers |
| 1965 | „Nowhere to Run“                                                                            | Martha and the Vandellas                          | Hattie Littles, The Messengers, Tower of Power, Bonnie Pointer, Ruby Turner, Laura Nyro & Labelle                                               |
| 1965 | „Back in My Arms Again“ / „Whisper You Love Me Boy“                                         | The Supremes                                      | Genya Ravan |
| 1965 | „I Can't Help Myself (Sugar Pie, Honey Bunch)“                                              | Four Tops                                         | The Supremes, Gloria Lynne, Bonnie Pointer, Robert Parker, Johnny Rivers a Axe                                                                  |
| 1965 | „The Only Time I'm Happy“ (promo singl)                                                     | The Supremes                                      | |
| 1965 | „Mother Dear“ (nevydaná) / „He Holds His Own“                                               | The Supremes                                      | |
| 1965 | „Nothing but Heartaches“ / „He Holds His Own“                                               | The Supremes                                      | |
| 1965 | „Love (Makes Me Do Foolish Things)“                                                         | Martha and the Vandellas                          | The Supremes |
| 1965 | „It's the Same Old Song“ / „Your Love Is Amazing“                                           | Four Tops                                         | The Supremes, KC & The Sunshine Band a Joe Stubbs                                                                                               |
| 1965 | „Mother Dear“ (nevydaná) / "Who Could Ever Doubt My Love"                                   | The Supremes                                      | |
| 1965 | „I Hear a Symphony“ / „Who Could Ever Doubt My Love“                                        | The Supremes                                      | Stevie Wonder, The Isley Brothers a The Temptations, Royal Philharmonic Orchestra                                                               |
| 1965 | „Something About You“                                                                       | Four Tops                                         | Sisters Love, Byron Lee and the Dragonaires |
| 1965 | „Take Me In Your Arms (Rock Me a Little While)“                                             | Eddie Holland                                     | The Isley Brothers, Kim Weston, Mother Earth, Jermaine Jackson, The Doobie Brothers a Blood, Sweat & Tears                                      |
| 1965 | „Darling Baby“                                                                              | The Elgins                                        | Rose Banks |
| 1965 | „There's a Ghost in My House“                                                               | R. Dean Taylor                                    | The Fall |
| 1966 | „(I'm a) Road Runner“                                                                       | Jr. Walker & the All-Stars                        | Fleetwood Mac, Steppenwolf, Peter Frampton, James Taylor a Jerry Garcia                                                                         |
| 1966 | „This Old Heart of Mine (Is Weak for You)“                                                  | The Isley Brothers                                | The Supremes, Ronald Isley, Rod Stewart, Tammi Terrell, Byron Lee and the Dragonaires a The Contours                                            |
| 1966 | „Ask Any Man“                                                                               | Tony Martin                                       | |
| 1966 | „My World Is Empty Without You“                                                             | The Supremes                                      | Mary Wilson, Della Reese, Diamanda Galás, The Afghan Whigs                                                                                      |
| 1966 | „Put Yourself in My Place“                                                                  | The Elgins                                        | The Supremes, Byron Lee and the Dragonaires |
| 1966 | „There's No Love Left“                                                                      | The Isley Brothers                                | |
| 1966 | „Shake Me, Wake Me (When It's Over)“ / „Just as Long as You Need Me“                        | Four Tops                                         | The Hollies, Barbra Streisand |
| 1966 | „Helpless“ / „A Love Like Yours (Don't Come Knocking Everyday)“                             | Kim Weston                                        | |
| 1966 | „Call on Me“                                                                                | Shorty Long                                       | |
| 1966 | „Love Is Like an Itching in My Heart“ / „He's All I Got“                                    | The Supremes                                      | |
| 1966 | „Who Could Ever Doubt My Love“                                                              | The Isley Brothers                                | |
| 1966 | „I Like Everything About You“                                                               | Four Tops                                         | |
| 1966 | „I Guess I'll Always Love You“                                                              | The Isley Brothers                                | The Supremes |
| 1966 | „Nothing but Soul“                                                                          | Jr. Walker & the All-Stars                        | |
| 1966 | „Love's Gone Bad“ / „Put Yourself in My Place“                                              | Chris Clark                                       | |
| 1966 | „You Can't Hurry Love“ / „Put Yourself in My Place“                                         | The Supremes                                      | Phil Collins, Stray Cats, Dixie Chicks |
| 1966 | „Little Darling (I Need You)“                                                               | Marvin Gaye                                       | The Doobie Brothers |
| 1966 | „Reach Out I'll Be There“ / „Until You Love Someone“                                        | Four Tops                                         | Diana Ross, Thelma Houston, Michael Bolton, Gloria Gaynor, Bobby Taylor & the Vancouvers a Snuff                                                |
| 1966 | „Stay in My Lonely Arms“                                                                    | The Elgins                                        | Diana Ross & the Supremes, Four Tops |
| 1966 | „You Keep Me Hangin' On“ / „I Wanna Mother You, Smother You with Love“ (nevydaná)           | The Supremes                                      | |
| 1966 | „You Keep Me Hangin' On“ / „Remove This Doubt“                                              | The Supremes                                      | Vanilla Fudge, Rod Stewart, Kim Wilde, Rose Banks, Wilson Pickett, Reba McEntire, Mary Wilson                                                   |
| 1966 | „Standing in the Shadows of Love“ / „Since You've Been Gone“                                | Four Tops                                         | The Jackson 5, Joe Stubbs, Rod Stewart, Barry White a Snuff                                                                                     |
| 1966 | „I'm Ready for Love“                                                                        | Martha and the Vandellas                          | The Temptations, June Pointer |
| 1966 | „(Come 'Round Here) I'm the One You Need“                                                   | The Miracles                                      | The Jackson 5, The Cowsills, The GP's |
| 1966 | „Heaven Must Have Sent You“                                                                 | The Elgins                                        | Diana Ross & the Supremes, Bonnie Pointer |
| 1967 | „Just One Last Look“ (nevydaná jako singl; pouze jako součást alba)                         | Four Tops                                         | The Temptations |
| 1967 | „Love Is Here and Now You're Gone“ / „There's No Stopping Us Now“                           | The Supremes                                      | Michael Jackson, Lambchop |
| 1967 | „Your Love Is Amazing“                                                                      | Shorty Long                                       | Byron Lee and the Dragonaires |
| 1967 | „Jimmy Mack“ / „Third Finger, Left Hand“                                                    | Martha and the Vandellas                          | James Brown, Laura Nyro & Labelle, Bettye LaVette, Sheena Easton, Lani Hall, Bonnie Pointer                                                     |
| 1967 | „Bernadette“ / „I Got a Feeling“                                                            | Four Tops                                         | |
| 1967 | „My World Is Empty Without You“                                                             | Barbara McNair                                    | |
| 1967 | „The Happening“ / „All I Know About You“                                                    | The Supremes                                      | Herb Alpert & the Tijuana Brass |
| 1967 | „Just Ain't Enough Love“                                                                    | The Isley Brothers                                | |
| 1967 | „7-Rooms of Gloom“ / „I'll Turn to Stone“                                                   | Four Tops                                         | Blondie, Pat Benatar |
| 1967 | „I Understand My Man“                                                                       | The Elgins                                        | |
| 1967 | „Your Unchanging Love“ / „I'll Take Care of You“                                            | Marvin Gaye                                       | |
| 1967 | „Reflections“ / „Going Down for the Third Time“                                             | Diana Ross & the Supremes                         | Syreeta, Four Tops, The Temptations, Michael McDonald, Sweet, Luther Vandross                                                                   |
| 1967 | „One Way Out“                                                                               | Martha and the Vandellas                          | |
| 1967 | „You Keep Me Running Away“ / „If You Don't Want My Love“                                    | Four Tops                                         | |
| 1967 | „I Got a Feeling“                                                                           | Barbara Randolph                                  | |
| 1967 | „In and Out of Love“ / „I Guess I'll Always Love You“                                       | Diana Ross & the Supremes                         | |
| 1968 | „Whisper You Love Me Boy“                                                                   | Chris Clark                                       | |
| 1968 | „Forever Came Today“                                                                        | Diana Ross & the Supremes                         | The Jackson 5, Commodores |
| 1968 | „I'm in a Different World“                                                                  | Four Tops                                         | |
| 1969 | „We've Got a Way Out Love“                                                                  | The Originals                                     | |
| 1969 | „Crumbs off the Table“ (HDH jako „Edythe Wayne“)                                            | The Glass House                                   | Laura Lee |
| 1969 | „While You're Out Looking For Sugar“ (HDH jako „Edythe Wayne“)                              | Honey Cone                                        | |
| 1969 | „Girls It Ain't Easy“ (HDH jako „Edythe Wayne“)                                             | Honey Cone                                        | |
| 1970 | „Give Me Just a Little More Time“ (HDH jako „Edythe Wayne“)                                 | Chairmen of the Board                             | Kylie Minogue |
| 1970 | „(You've Got Me) Dangling on a String“ (HDH jako „Edythe Wayne“)                            | Chairmen of the Board                             | |
| 1970 | „Band of Gold“ (HDH jako „Edythe Wayne“)                                                    | Freda Payne                                       | Sylvester, Charly McClain, Belinda Carlisle, Bonnie Tyler a Kimberley Locke                                                                     |
| 1970 | „Westbound #9“ (HDH jako „Edythe Wayne“)                                                    | The Flaming Ember                                 | |
| 1972 | „The Day I Found Myself“ (HDH jako „Edythe Wayne“)                                          | Honey Cone                                        | |
| 1972 | „Don't Leave Me Starvin' For Your Love“                                                     | Holland–Dozier–Holland                            | Laura Lee |
| 1972 | „Why Can't We Be Lovers“                                                                    | Holland–Dozier–Holland                            | |
| 1973 | „You're Gonna Need Me“                                                                      | Dionne Warwick                                    | |

### Bratři Hollandové bez Doziera
| Rok  | Název skladby                             | Umělec          |
| ---- | ----------------------------------------- | --------------- |
| 1975 | „We're Almost There“                      | Michael Jackson |
| 1975 | „Just a Little Bit of You“                | Michael Jackson |
| 1975 | „Early Morning Love“                      | The Supremes    |
| 1975 | „Where Do I Go from Here“                 | The Supremes    |
| 1976 | „I'm Gonna Let My Heart Do the Walking“   | The Supremes    |
| 1976 | „High Energy“                             | The Supremes    |
| 1976 | „Let Yourself Go“                         | The Supremes    |
| 1982 | „We Can Never Light That Old Flame Again“ | Diana Ross      |

### BillboardTop Ten hity (americká hitparáda)
| Rok  | Název skladby                                 | US | Umělec                        |
| ---- | --------------------------------------------- | -- | ----------------------------- |
| 1963 | „Heat Wave“                                   | 4  | Martha and the Vandellas      |
| 1963 | „Mickey's Monkey“                             | 8  | The Miracles                  |
| 1963 | „Quicksand“                                   | 8  | Martha and the Vandellas      |
| 1964 | „Where Did Our Love Go“                       | 1  | The Supremes                  |
| 1964 | „Baby Love“                                   | 1  | The Supremes                  |
| 1964 | „Come See About Me“                           | 1  | The Supremes                  |
| 1964 | „How Sweet It Is (To Be Loved by You)“        | 6  | Marvin Gaye                   |
| 1965 | „Stop! In the Name of Love“                   | 1  | The Supremes                  |
| 1965 | „Nowhere to Run“                              | 8  | Martha and the Vandellas      |
| 1965 | „Back in My Arms Again“                       | 1  | The Supremes                  |
| 1965 | „I Can't Help Myself (Sugar Pie Honey Bunch)“ | 1  | Four Tops                     |
| 1965 | „It's the Same Old Song“                      | 5  | Four Tops                     |
| 1965 | „I Hear a Symphony“                           | 1  | The Supremes                  |
| 1966 | „My World Is Empty Without You“               | 5  | The Supremes                  |
| 1966 | „Love Is Like an Itching in My Heart“         | 9  | The Supremes                  |
| 1966 | „You Can't Hurry Love“                        | 1  | The Supremes                  |
| 1966 | „Reach Out I'll Be There“                     | 1  | Four Tops                     |
| 1966 | „You Keep Me Hangin' On“                      | 1  | The Supremes                  |
| 1966 | „Standing in the Shadows of Love“             | 6  | Four Tops                     |
| 1966 | „I'm Ready for Love“                          | 9  | Martha and the Vandellas      |
| 1967 | „Love Is Here and Now You're Gone“            | 1  | The Supremes                  |
| 1967 | „Baby I Need Your Loving“                     | 3  | Johnny Rivers                 |
| 1967 | „Jimmy Mack“                                  | 10 | Martha and the Vandellas      |
| 1967 | „Bernadette“                                  | 4  | Four Tops                     |
| 1967 | „The Happening“                               | 1  | The Supremes                  |
| 1967 | „Reflections“                                 | 2  | The Supremes                  |
| 1967 | „In and Out of Love“                          | 9  | The Supremes                  |
| 1968 | „You Keep Me Hangin' On“                      | 6  | Vanilla Fudge                 |
| 1970 | „Give Me Just a Little More Time“             | 3  | Chairmen of the Board         |
| 1970 | „Band of Gold“                                | 3  | Freda Payne                   |
| 1975 | „How Sweet It Is (To Be Loved by You)“        | 5  | James Taylor                  |
| 1975 | „(Love Is Like a) Heat Wave“                  | 5  | Linda Ronstadt                |
| 1982 | „You Can't Hurry Love“                        | 10 | Phil Collins                  |
| 1987 | „You Keep Me Hangin' On“                      | 1  | Kim Wilde                     |
| 1990 | „This Old Heart of Mine“                      | 10 | Rod Stewart s Ronaldem Isleym |